# Герб Коломенского сельского поселения
Герб муниципального образования Коломенское сельское поселение Вышневолоцкого района Тверской области Российской Федерации — опознавательно-правовой знак, служащий официальным символом муниципального образования.
Герб утверждён Решением Совета депутатов Коломенского сельского поселения № 22 от 25 сентября 2006 года.
Герб внесён в Государственный геральдический регистр Российской Федерации под регистрационным номером 3042.

## Описание герба
«В лазоревом поле серебряная колонна, сопровождаемая по сторонам двумя серебряными равноконечными крестами, и внизу тремя серебряными малыми развёрнутыми свитками (два и один). Щит увенчан муниципальной короной установленного образца».

## Обоснование символики
Полугласный герб.
«Коломна, колонна» — символ памяти о многочисленных старых дворянских усадьбах на территории поселения.
Два креста — два монастыря — Кириллов на Тубосе и Пятницкий. Кресты указывают на то, что во Владимирской церкви села Берёзки дважды служил Божественную литургию св. Иоанн Кронштадтский.
Три прямоугольника с закруглёнными концами означают берестяные новгородские грамоты, в которых впервые в XII в. упоминается Имоволожский погост.